# جون دبليو. غرين
جون دبليو. غرين (بالإنجليزية: John W. Green)‏ هو قاضي ومحامي أمريكي، ولد في 9 نوفمبر 1781 في مقاطعة كلبيبر في الولايات المتحدة، وتوفي في 4 فبراير 1834.